# 石井敏夫
石井 敏夫（いしい としお、1948年 - ）は、国際規格ISO9001,ISO14001の適合性検証審査機関であるNPO法人SDC検証審査協会の理事長である。日本生産管理学会（JSPM）の常任理事、標準化研究学会の理事である。

## 経歴
- 1972年 佐賀大学理工学物理学科卒業
- 1972年 浜松テレビ株式会社（現浜松ホトニクス）入社
- 1973年 静岡大学電子工学研究所 萩野/助川研に出向
- 1975年 浜松テレビ株式会社に戻り、MCP及びFOPの試作開発に着手
- 1984年 電子管事業部MCP開発G　専任部員　MCP量産試作に従事
- 1988年 電子管 第2事業部 第5製造部 第27部門 製造部主任部員 部門製品 MCP及びFOPの開発、設計、製造、検査、製造管理、ISO関連業務に従事
- 1996年 電子管事業部 ISO9001/ISO14001認証取得に向け、以後QMS/WGの正／副幹事を10年余り務める
- 2007年 浜松ホトニクス株式会社 退社
- 2008年 NPO法人ISO検証審査協会（現 NPO法人SDC検証審査協会）勤務 理事技術部長
- 2012年 NPO法人SDC検証審査協会 理事長に就任

## 所有資格
- ISO9001主任審査員（JRCA登録）
- ISO14001主任審査員（CEAR登録）

## 著書
- 「ISO自己適合宣言を上手に活用する」（共著）ISOマネジメント誌2008年8月号（日刊工業新聞社）
- 「CSR(組織の社会的責任)の最新動向」（共著）ISOマネジメント誌 2009年2月号（日刊工業新聞社）
- 「現場力向上キーワード50」（共著）工場管理誌　2009年2月号（日刊工業新聞社）
- 「国際標準規格ISO/IECの適合性評価の最新動向」, 日本生産管理学会論文誌, Vol.15,No.2,pp65-70（2009.3）
- 「ISO自己適合宣言」（共著）（2009年8月 日刊工業新聞社）
- 「現場力強化キーワード50」（共著）工場管理誌　2011年2月号（日刊工業新聞社）
- 「よくわかる「QC七つ道具」の本」（2011年5月 日刊工業新聞社）
- 「ISO自己適合宣言大全」（編著代表）（2013年1月 株式会社新技術開発センター）
- 「新・現場リーダー養成塾」（共著）工場管理臨時増刊号　2013年4月号（日刊工業新聞社）
- 「現場ダントツ化キーワード50」（共著）工場管理誌　2013年2月号（日刊工業新聞社）
- 「ISO自己適合宣言の活用で儲かる企業に変身！」（共著）工場管理誌　2014年5月号（日刊工業新聞社）
- 「時代にマッチング！迫るISO2015年版大改正」（共著）工場管理誌 特別増刊号　2014年12月号（日刊工業新聞社）
- 「超現場力獲得！キーワード50」（共著）工場管理誌　2015年2月号（日刊工業新聞社）